# Colette Brand
Colette Brand (5 novembre 1967) è un'ex sciatrice freestyle svizzera.

## Palmarès

### Olimpiadi
- 1 medaglia:
  - 1 bronzo (Nagano 1998 nei salti).